# Loreto (nome)
Loreto  è un nome proprio di persona italiano maschile e femminile.

## Varianti
- Femminili: Loreta[2], Laureta

## Origine e diffusione
Riflette il culto per la "Madonna di Loreto": Loreto è una città dell'Italia in provincia di Ancona, chiamata in latino Lauretana, il cui nome deriva probabilmente da laurus, "alloro". Occasionalmente vengono citate come ulteriori varianti del nome anche Loretta e Lorita, che potrebbero però essere anche derivate dal nome Lora

## Onomastico
L'onomastico si può festeggiare il 10 dicembre, celebrazione della Madonna di Loreto.

## Persone

### Maschile
- Loreto Apruzzese, teologo e giurista italiano
- Loreto Grande, botanico e naturalista italiano
- Loreto Vittori, poeta, librettista, compositore e cantante castrato italiano

### Variante femminile Laureta
- Laureta Fusconi, religiosa italiana